# ノルウェー時間
ノルウェーでは標準時に中央ヨーロッパ時間（ノルウェー語: Sentraleuropeisk tid, UTC+1）、夏時間に中央ヨーロッパ夏時間（ノルウェー語: Sentraleuropeisk sommertid, UTC+2）が使用されている。夏時間の実施期間は3月の最終日曜日の午前2時から10月の最終日曜日の午前3時である。

## 地理
ノルウェーの本土部分は東経4度から東経32度までの経度帯にあり、標準時の基準線である東経15度線はヌールラン県を通る。本土部分の北東部 (トロムス県、フィンマルク県の各一部)およびスヴァールバル諸島の東部は地理的にUTC+2に相当する経度帯に、本土部分の南西部およびブーベ島 (南大西洋に位置する属領)はUTC+0に相当する経度帯に、ヤンマイエン島はUTC-1に相当する経度帯にある。しかし、それらを含めたノルウェーの領土全体で中央ヨーロッパ時間 (3月下旬から10月下旬にかけての時期は中央ヨーロッパ夏時間)が使用されているため、ブーベ島 (南緯54度25分、東経3度22分)は南半球にありながら、(南半球における)夏よりも冬のほうが時計が1時間進むという奇妙な状況が起こっている。
ヌールラン県の位置に北極圏があるため、スヴァールバル諸島とトロムス県、フィンマルク県の全域並びにヌールラン県の一部地域 (ヤンマイエン島を含む)では夏至の前後で太陽が一日中出ている白夜と、冬至の前後で太陽が一日中地平線の下に隠れる極夜が生じる。
南極大陸のドロンニング・モード・ランドにあるノルウェーの観測基地 (トロル基地・トール基地)ではグリニッジ標準時 (UTC+0)が使用されている。

## 歴史
ノルウェーにおける標準時の使用は1895年に始まる。夏時間は1916年に5月22日から9月29日の期間にはじめて実施された。その後、1940年8月10日から1942年11月2日にかけて夏時間が通年実施された後、1943年から1945年には4月第1月曜日 (1943年は3月29日)から10月第1月曜日までの期間に夏時間が毎年実施された。1959年から1965年までは3月第3日曜日 (1965年は4月25日)から9月第3日曜日まで夏時間が毎年実施され、中断の後、1980年から1995年までは3月最終日曜日 (1980年は4月6日)から9月最終日曜日までの実施、1996年以降は3月最終日曜日から10月最終日曜日までの実施となっている。ノルウェーは現在に至るまで欧州連合 (EU)非加盟であるが、夏時間はEU諸国と同じ期間に行われている。

## IANA time zone database
tz databaseにおいて、ノルウェーの標準時はzone.tabにEurope/Osloとして含まれている。これは、ISO 3166-1 alpha-2の国コード "NO"を持つ領域を指す。また、スバールバル諸島についてもエントリーがある。
| 国コード | 座標        | TZ                  | 注釈 | 協定世界時との差 | 夏時間 | 備考                  |
| -------- | ----------- | ------------------- | ---- | ---------------- | ------ | --------------------- |
| NO       | +5955+01045 | Europe/Oslo         |      | +01:00           | +02:00 |                       |
| SJ       | +7800+01600 | Arctic/Longyearbyen |      | +01:00           | +02:00 | Europe/Osloへのリンク |